# Soinsee (Brannenburg)
Der Soinsee liegt in der Gemeinde Brannenburg auf 1517 m Höhe im gleichnamigen Soinalmkessel und der Soinalm. Der einfachste Zustieg erfolgt über die Mitteralm.